# Leptogaster inutilis
Leptogaster inutilis là một loài ruồi trong họ Asilidae. Leptogaster inutilis được Walker miêu tả năm 1857. Loài này phân bố ở miền Ấn Độ - Mã Lai.